# Jacob Tomuri
Jacob Tomuri (Nuova Zelanda, 4 dicembre 1979) è un attore e stuntman neozelandese.
Nel 2001, ha fatto il lavoro di stunt per tutti e tre i film della trilogia de Il Signore degli Anelli.
Tomuri ha avuto ruoli da ospite nella soap televisiva neozelandese Shortland Street (2004-2005), Revelations - The Initial Journey (2003) e nella serie Legend of the Seeker (2008) per la quale ha anche lavorato regolarmente come stuntman.  Ha avuto ruoli minori nel film neozelandese del 2001 Snakeskin, nel ruolo del pirata Bill Jukes in Peter Pan (2003), e nel film horror della Columbia Pictures 30 Days of Night. Il suo lavoro di stuntman include la serie TV Spartacus: Blood and Sand (2010). Nel 2013, ha iniziato a lavorare come controfigura per Tom Hardy, in film come Mad Max: Fury Road, The Revenant e Venom. Nel film del 2024 Furiosa: A Mad Max Saga, Tomuri sostituisce Hardy per un cameo nei panni di Max Rockatansky.